# Francesco II Acciaiuoli
Francesco II Acciaiuoli également nommé Franco, (mort en 1460) est le dernier duc d'Athènes de 1455 à 1456. Son bref règne précède la conquête d'Athènes par les ottomans du sultan Mehmet II. 

## Origine
Francesco, souvent nommé Franco, est le fils d'Antonio II Acciaiuoli de la famille florentine des Acciaiuoli.

## Règne
Francesco Acciaiuoli vivait à Constantinople où il était devenu un favori du sultan Mehmet II. Sur ses instances, ce dernier l'envoie à Athènes avec une troupe pour remplacer la duchesse Chiara Giorgio qui gouvernait au nom de son fils mineur Francesco Ier. Il remet sa prisonnière aux Turcs puis l'accuse de complicité d'assassinat et la fait exécuter par ses gardiens. Une tradition prétend qu'il l'étrangle ou la décapite de ses propres mains au monastère de Daphni ou au donjon de Mégare.  
Bartolomeo Contarini, veuf de Chiara, resté auprès du Sultan, cherche à se venger et dénonce à Mehmet II cet abus de pouvoir. Le sultan feignant l'indignation ordonne à l'un de ses généraux, Omar, de marcher sur Athènes. La ville, assiégée, est prise rapidement le 4 juin 1456. Le duc et les habitants se réfugient sur l'Acropole jusqu'à ce qu'ils soient convaincus de se rendre lorsque Mehmet II entre à Athènes en août et autorise Francesco II à gouverner Thèbes et la Béotie comme vassal. En 1460, les janissaires informent le sultan que Francesco Acciaiuoli conspire afin de reprendre le contrôle d'Athènes. Francesco II est convoqué en Morée, dont le gouverneur Zaganos Pacha, après avoir festoyé avec lui pendant toute une nuit, l'avertit du péril imminent. La dernière volonté de Francesco est d'être tué sous sa tente, ce qui lui est accordé : il y est étranglé.

## Sources
- René Grousset, L'Empire du Levant : Histoire de la Question d'Orient, Paris, Payot, coll. « Bibliothèque historique », 1949 (réimpr. 1979), 648 p. (ISBN 978-2-228-12530-7)
- Jean Longnon L’Empire Latin de Constantinople et la Principauté de Morée, Paris, Payot, 1949